# Ram Mandir
El Ram Mandir es un complejo de templos hindúes parcialmente construido en Ayodhya, Uttar Pradesh, India. Muchos hindúes creen que está situado en el sitio de Ram Janmabhoomi, el lugar de nacimiento mítico de Rama, una deidad principal del hinduismo. El templo fue inaugurado el 22 de enero de 2024 después de una ceremonia de prana pratishtha (consagración). El primer día de su apertura, después de la consagración, el templo recibió una avalancha de más de medio millón de visitantes, y después de un mes, se informó que el número promedio de visitantes era de "1 a 1,5 lakh (100,000 a 150,000) diariamente".
El sitio del templo ha sido objeto de tensiones comunitarias entre hindúes y musulmanes en la India, ya que es la antigua ubicación de la mezquita Babri Masjid, que fue construida entre 1528 y 1529. Los ídolos de Rama y Sita fueron colocados en la mezquita en 1949, antes de que fuera atacada y demolida en 1992. En 2019, la Corte Suprema de la India dictó veredicto para entregar las tierras en disputa a los hindúes para la construcción de un templo, mientras que a los musulmanes se les dio un terreno cercano en Dhannipur, en Ayodhya, para construir una mezquita. El tribunal hizo referencia a un informe del Servicio Arqueológico de la India (ASI) como prueba que sugería la presencia de una estructura debajo de la demolida Babri Masjid, que se descubrió que no era islámica.
El 5 de agosto de 2020, el bhumi pujan (transl. La ceremonia de inauguración) para el inicio de la construcción de Ram Mandir estuvo a cargo de Narendra Modi, primer ministro de la India. El complejo del templo, actualmente en construcción, está siendo supervisado por Shri Ram Janmabhoomi Teerth Kshetra Trust. El 22 de enero de 2024, Modi sirvió como Mukhya Yajman (transl. patrón principal) de los rituales para el evento y realizó el prana pratishtha (transl. consagración) del templo. La ceremonia prana pratishtha fue organizada por Shri Ram Janmabhoomi Teerth Kshetra.
La construcción del templo ha ido acompañada de un plan de 10.000 millones de dólares "que abarca un nuevo aeropuerto, una estación de ferrocarril renovada y el desarrollo del municipio" para transformar la antigua ciudad de Ayodhya en un destino turístico religioso y espiritual mundial. El templo también ha generado una serie de controversias debido al presunto mal uso de la donación, la marginación de sus principales activistas y la politización del templo por parte del Partido Bharatiya Janata.

### Importancia de Rama

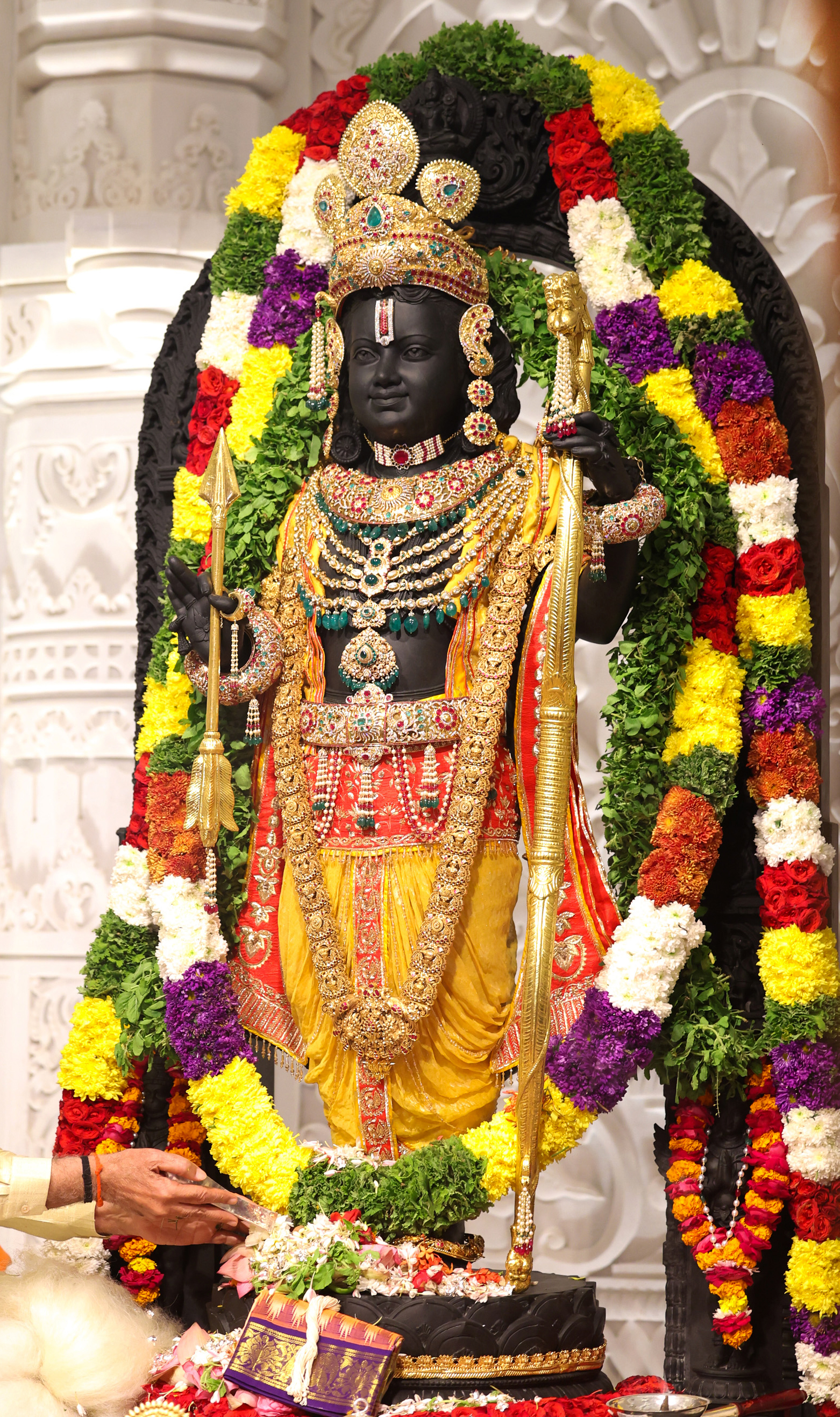
Ram Lalla, la forma de Rama de cinco años, es la deidad principal de Ram Mandir.

Rama es una deidad hindú prominente que se considera un Pūrṇāvatāra del dios Vishnu. [lower-alpha 3] y algunos hindúes ven a Rama como Para Brahman. Rama tiene una gran importancia en la cultura y religión hindú. En el avatar de Rama, se supone que Vishnu no exhibe ninguna de sus potencias divinas ni lleva una vida humana. Como se dice que Rama poseía dieciséis cualidades ideales, los hindúes ven a Rama como Puruṣottama (tdl. ‘The ideal man’   ), Vigrahavān dharmaḥ (tdl. ‘Embodiment of Dharma’  ) y Ādi Puruṣa. [lower-alpha 4] Según la epopeya hindú Ramayana, Rama nació en Ayodhya. Ayodhya se encuentra entre las siete ciudades más sagradas para los hindúes.
Ram Mandir se está construyendo para conmemorar el nacimiento de Rama en su Janmasthan. Por lo tanto, se supone que la deidad que preside el templo es la forma infantil de Rama, un avatar de Vishnu. Tulsidas se refirió a Rama en esa forma infantil como Ram Lalla (literalmente, 'Niño Rama'). Sin embargo, el ídolo de Rama que se colocó en 1949 se conoce como Ram Lalla Virajman (literalmente, 'Niño Rama instalado') por los hindúes locales. Ram Lalla fue litigante en el proceso judicial sobre el lugar en disputa en 1989, siendo considerado una "persona jurídica" por la ley. Estuvo representado por Triloki Nath Pandey, un alto líder del VHP que era considerado el amigo "humano" más cercano de Ram Lalla. Como se instaló un nuevo ídolo de la deidad en el sanctum sanctorum como Mūlavirāt mūrti (literalmente, la deidad principal que preside), el Mandir Trust ha informado que el ídolo Ram Lalla Virajman de 1949 se utilizará en adelante como Utsava mūrti (lit. ídolo para festivales).
En el veredicto del Tribunal Supremo sobre la disputa de Ayodhya en 2019, se decidió que las tierras en disputa serían entregadas a un fideicomiso formado por el Gobierno de la India para la construcción de un templo de Ram.
El tribunal hizo referencia al informe de 2003 del Servicio Arqueológico de la India (ASI), como prueba que sugería la presencia de una estructura debajo de la demolida Babri Masjid, que se consideró no islámica. La Corte Suprema, en su sentencia histórica, concluyó que la estructura subyacente debajo de la mezquita no era una estructura islámica, y también concluyó que no se encontró evidencia de que una estructura no islámica fuera demolida específicamente para la construcción de Babri Masjid. Otro aspecto destacado en la sentencia del tribunal supremo es la cuestión de la reclamación de los hindúes que cuestionan la estructura como el lugar de nacimiento de Rama. El tribunal observó que la afirmación hindú es "indiscutible" y opinó que hay pruebas claras de que los hindúes creían que ese lugar era el lugar de nacimiento de Rama.

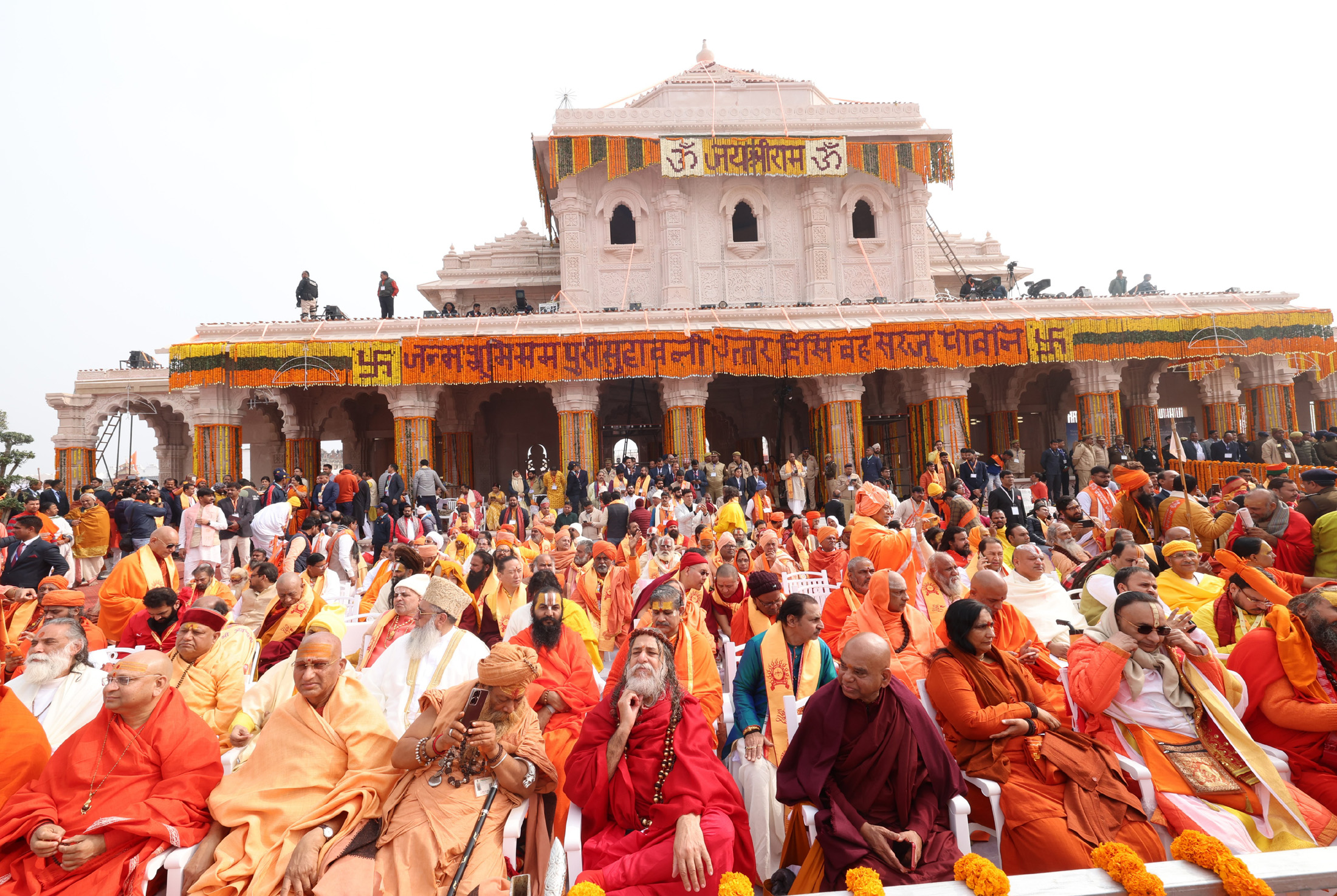
Devotos y visitantes celebrando la ceremonia de Prana Pratishtha fuera del templo el 22 de enero de 2024.

Ayodhya se despertó el martes por la mañana con un mar de gente a las puertas del templo de Ram, y las colas comenzaron a formarse a las 3 de la madrugada. La multitud, mayor de lo previsto, impulsó a la administración a celebrar reuniones urgentes y al ministro principal a realizar una visita personal.
Al anochecer, alrededor de 5 lakh de personas habían rendido homenaje al ídolo Ram, un día después de la ceremonia de consagración.
Se han desplegado alrededor de 8.000 agentes de seguridad para gestionar la avalancha. El día 1, el Secretario Principal (Interior) Sanjay Prasad y el director general (Ley y Orden) Prashant Kumar también estuvieron en el templo para supervisar el manejo de la multitud. Se podía ver a ambos tratando de garantizar un flujo fluido de peregrinos.
Un poco más de un mes desde la inauguración del templo Ram en la ciudad de Ayodhya, Uttar Pradesh, Shri Ram Janmabhoomi Teerth Kshetra emitió el miércoles directrices para los devotos sobre la visita del gran templo.
Citando que el templo recibe un promedio de 1 a 1,5 lakh de peregrinos diariamente, el Trust aconsejó a los devotos que visitaran el templo para darshan entre las 6:30 a. m. y las 9:30 p. m.. Destacando en una publicación en X (anteriormente Twitter) que todo el proceso desde la entrada hasta la salida en el templo de Ram es “extremadamente simple y conveniente”, decía, “los devotos pueden tener un Darshan sin problemas de Prabhu Shri Ram Lalla Sarkar dentro de 60 a 75 minutos."
El Fondo constituido para velar por la construcción y gestión del templo de Ram destacó los artículos no permitidos para los devotos que visitan el templo.